# Kleinziethen
Kleinziethen ist ein Gemeindeteil von Großziethen, einem Ortsteil der Gemeinde Schönefeld in Brandenburg.

## Lage
Kleinziethen liegt im südlichen Teil der Gemarkung von Großziethen. Östlich grenzt der weitere Schönefelder Ortsteil Waßmannsdorf an, südlich liegt Mahlow, ein Ortsteil der Gemeinde Blankenfelde-Mahlow.

## Geschichte

### 13. bis 16. Jahrhundert
Um 1200 war bereits eine Dorfkirche entstanden, das Straßendorf wurde jedoch erstmals 1375 als parva Cziten im Landbuch Karls IV. urkundlich erwähnt. Der Zusatz parva für klein sollte dabei zur Unterscheidung des damals noch eigenständigen Dorfes Großziethen dienen. Es war zu dieser Zeit 42 Hufen groß, davon standen dem Pfarrer drei abgabenfreie Pfarrhufen zu; außerdem gab es eine Kirchhufe. Im Dorf lebten weiterhin zehn Kossäten; es gab einen Krug. Für jede Hufe mussten acht Scheffel Roggen, vier Scheffel Hafer und zwei Scheffel Gerste gezahlt werden. Der Ort war um 1375 im Besitz des Bürgers Bever zu Cölln. Er besaß die Ober- und Untergerichtsbarkeit, erhielt die Hälfte der Bede in Höhe von sechs Schillingen und andere Hebungen. Die andere Hälfte der Bede stand dem Bürger Landsberg aus Berlin zu und kam 1419 an den Bürger Bastian Welsickendorf, der ebenfalls aus Berlin stammte. Die Familie Beteke Diricke (Direken) erhielt die Pacht und Zins von vier Hufen. Vor 1450 kam Kleinziethen in den Besitz der Familie Otte Wichuß (Wichhusen, Weichhausen), die fünf freigekaufte Hufen besaßen. Die übrigen Hufen waren von fünf Kossäten besetzt. Im Jahr 1480 bestand das Dorf aus 42 Hufen, davon gingen drei Pfarrhufen und eine Kirchhufe ab. 13 Hufen waren mittlerweile unbesetzt und wüst gefallen, während die übrigen Zinsen zahlten. Es gab nur noch drei Kossäten und einen Krug. Im Jahr 1526 übernahmen die von Bardeleben die fünf freien Hufen sowie alle Abgaben und Dienste in Kleinziethen. 1541 wurde lediglich von einem Kirchdorf mit 38 Bauernhufen und drei Pfarrhufen berichtet. 1598 übernahm die von Pfuel das Dorf und übergaben es im Jahr 1620 an die Familie Streithorst.

### 17. und 18. Jahrhundert
Vor dem Dreißigjährigen Krieg gab es im Dorf acht Hufner, vier Kossäten und einen Hirten. Eine eigene Schmiede war noch nicht errichtet, so dass bei Bedarf ein Laufschmied vorbeikam. Die Gemarkung war 38 Hufen groß, von dem ein Hof mit vier Hufen abging, der 1614 der Familie von Röbel freigewilligt worden war. Kleinziethen wurde im Krieg fast vollständig verwüstet. Im Jahr 1652 lebten lediglich noch zwei Bauern mit einem Knecht – alle anderen Höfe lagen wüst. 1662 wurde der Kirchturm abgerissen. 1681 kam das Dorf in den Besitz der Familie von Flans, die es bis 1780 hielten.
Im Jahr 1711 standen im Ort lediglich drei Giebel (=Wohnhäuser) „in allem“. Es gab einen Hirten sowie einen Kostknecht. 1717 entstand ein Rittersitz derer von Bardeleben mit vier Hufen. Die übrigen Höfe waren offenbar mittlerweile wieder besetzt, denn es gab sieben Bauerngüter und vier Kossätenhöfe. 1743 wurde lapidar von einem Dorf mit zwei Kossäten und einem Rittergut berichtet. Im Jahr 1771 gab es nach wie vor nur drei Gebäude, einen Hirten sowie den Schäferknecht. Die Gemarkung war 34 Hufen groß für die je acht Groschen bezahlt werden mussten. Ab dem Jahr 1780 wechselten die Besitzer vergleichsweise häufig. In diesem Jahr übernahmen die Familie von Zastrow und eine Frau von Lüttow das Dorf, die es bis 1800 alleine hielt. Von dort kam es im Jahr 1800 an den Reichsgraf von Brühl, von 1805 bis 1806 an die Familie von Quast und von dort im Jahr 1806 an den Grafen von Bohlen, der es vor 1817 an die Familie Braumüller weitergab. Sie hielt das Dorf bis 1838 und gaben es bis nach 1864 an die Familie von Moser, an den späteren Ritterschaftsrat Karl August Wilhelm von Moser. Dieser erhielt 1861 in Königsberg den Adelsstand und war verheiratet mit Caroline Braumüller-Großziethen.

### 19. und 20. Jahrhundert

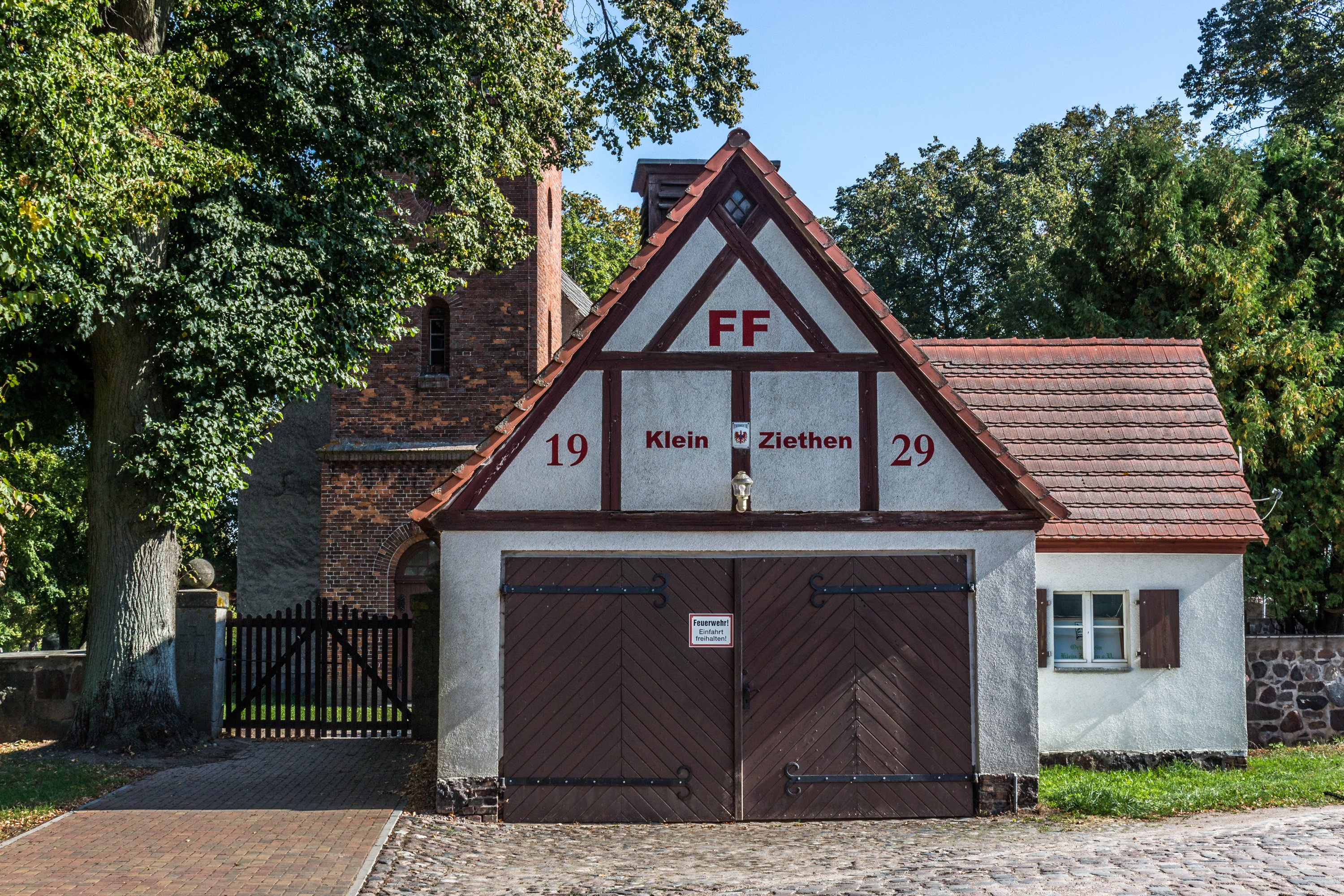
Gebäude der Freiwilligen Feuerwehr

Im Jahr 1801 bestand Kleinziethen aus dem 34 Hufen großen Dorf sowie dem mittlerweile acht Hufen großen Gut. Es gab neun Feuerstellen (=Haushalte) sowie zwei Ganzkossäten und vier Einlieger. Die Dorfkirche war mittlerweile baufällig geworden und wurde ab 1809 als Kornboden genutzt. 1840 wurde von einem Dorf mit Rittergut und acht Wohnhäusern berichtet. Im Jahr 1858 lebten im Rittergut der Pächter mit zwölf Knechten und Mägden sowie 17 Tagelöhnern. Es gab vier Arbeiter und zwei Bediente. Das Gut war 1994 Morgen groß. Im Dorf standen im Jahr 1860 zwei Ackergehöfte, die im Anschluss des Gutes entstanden waren. Es gab zwei Wohn- und sechs Wirtschaftsgebäude; im Gut sieben Wohn- und zwölf Wirtschaftsgebäude. 1817 war das Gut Kleinziethen Teil des Rittergutes in Großziethen. 1893 erwarb die Landgemeinde Steglitz das Gut und nutzte die Flächen zur Verrieselung von Abwässern.
Im Jahr 1928 wurde der Gutsbezirk Kleinziethen mit der Gemeinde Großziethen vereinigt. 1960 bestand in Kleinziethen ein VEG Kleinziethen mit 131 Beschäftigten. Im Zweiten Weltkrieg brannte die Kirche aus und wurde nach 1960 abgerissen.

## Bevölkerungsentwicklung
| Jahr      | 1734 | 1772 | 1801 | 1817 | 1840 | 1858               | 1925 |
| Einwohner | 50   | 39   | 41   | 65   | 85   | Dorf 20 und Gut 70 | 32   |